# جبهة التحرير الفلسطينية
جبهة التحرير الفلسطينية (تختصر بـ ج.ت.ف. أو PLF)، هي تنظيم سياسي وعسكري فلسطيني من فصائل منظمة التحرير الفلسطينية، وأمينها العام هو علي إسحق [بحاجة لمصدر]. يعتبر التنظيم إرهابيّا لدى كل من كندا، الاتحاد الأوروبي والولايات المتحدة الأميركية.

## تأسيس الجبهة
تأسّست الجبهة بداية من قبل أحمد جبريل وشفيق الحوت في العام 1959، وتمتّعت بدعم من سوريا. في العام 1967 شكلت جبهة التحرير وحركة القوميين العرب وشباب الثأر وأبطال العودة، تحالفا ضمن إطار الجبهة الشعبية لتحرير فلسطين.
الجبهة الشعبية قادها زعيم حركة القوميين العرب جورج حبش، ولكن في العام 1968 انشق جبريل عن هذه المجموعة مُشكّلا الجبهة الشعبية لتحرير فلسطين - القيادة العامة، والتي عادت لتتلقّى دعما من سوريا بسبب تأييدها لمواقفها السياسية.
أخيراً أُعيد تأسيس جبهة التحرير الفلسطينية بعد انشقاق في الجبهة الشعبية - القيادة العامة بعد معركة سوريا ضد منظمة التحرير الفلسطينية في العام 1976 خلال الحرب الأهلية اللبنانية بقيادة كل من محمد عباس «أبو العباس» وطلعت يعقوب. مما فتح مواجهات بين القيادة العامة وجبهة التحرير والتي لم تهدأ إلا بعد وساطة ياسر عرفات. وكان أبرز أحداث مواجهات القيادة العامة مع جبهة التحرير تفجير آب 1977 للمقر الرئيسي لجبهة التحرير الفلسطينية والتي أدّى إلى مقتل حوالي 200 شخص.
بعد الانشقاق تولّى طلعت يعقوب قيادة الجبهة حتى وفاته، ثم انتخب أبو العباس بديلا له، وبعد وفاته 2003 تولى قيادتها عمر شبلي «أبو أحمد حلب»، الذي توفي لاحقا، فانتخب علي إسحق أمينا عاما لها.

## الجبهة في السنوات الأخيرة
جبهة التحرير الفلسطينية هي فصيل من فصائل منظمة التحرير الفلسطينية. بعد توقيع المنظمة على اتفاق أوسلو 1993، عارضت الجبهة هذا الاتفاق، معارضة توقف الكفاح المسلح والاعتراف بدولة إسرائيل. للجبهة مكاتب في الأراضي الفلسطينية (الضفة الغربية وقطاع غزة)، وكذلك في لبنان والعراق بالرغم من تراجع نشاطاتها. إنها تملك دعما ضعيفا في الضفة الغربية وقطاع غزة، ولكن تبقى قوتها في مخيمات اللاجئين الفلسطينيين في لبنان، حيث تنسق وتتعاون مع حركة فتح وفصائل من منظمة التحرير الفلسطينية.
في تشرين الثاني، اعتقلت خلية من 15 عضوا من جبهة التحرير الفلسطينية، حيث أعلنت إسرائيل أنهم تلقّوا تدريبا في العراق. واتهمت الخلية بالتخطيط لشن هجمات على القدس، وتل أبيب، ومطار بن غوريون. تاخلية كذلك اتهمت بالانخراط في هجمات منها خطف وقتل المراهق الإسرائيلي يوري غاشستين.
خلال الحرب الأمريكية على العراق في العام 2003، اعتقلت القوات الأميركية أبو العباس في نيسان 2003. وتوفي في المعتقلات الأميركية في العراق، وفقا لتقرير أميركي لأسباب طبيعية، في آذار 2004، ولكن الجبهة اتهمت الولايات المتحدة بتصفية أمينها العام[بحاجة لمصدر].

## هجمات معروفة
جبهة التحرير الفلسطينية قامت بعمليات عديدة أدّت إلى قتل إسرائيليين، ما قاد إلى اعتبار الولايات المتحدة لها كمنظمة ارهابية.

### عملية الأكيلي لارو
في 7 تشرين الأول اختطفت مجموعة من الجبهة السفينة الإيطالية أكيلي لاورو، هدفت العملية إلى استخدام السفينة للإرساء في إسرائيل. ولكن تم اكتشاف المجموعة وهي تنظف السلاح، فقامت المجموعة بالسيطرة على السفينة، ما أدّى إلى مقتل المقعد اليهودي المسن ليون كلينغوفر.
مقاتلات الولايات المتحدة دفعت الطائرة المصرية التي كانت تقل أبو العباس ومجموعته بعد انتهاء المفاوضات عن الخطف، وأجبرتها على الهبوط. السلطات الإيطالية أفرجت عن أبو العباس، ولكن حكمت عليه فيما بعد بالسجن بخمس مؤبّدات. أبو العباس لجأ من تونس إلى العراق لينشأ مقرها الرئيسي هناك.

### عملية القدس البحرية
في 30 أيار 1990، قامت جبهة التحرير الفلسطينية بعملية على شواطئ تل أبيب حيث قامت بإنزال بحري لمقاتليها في زوارق بحرية عسكرية مجهّزة براجمات الصواريخ ومضادات الطائرات وأسلحة أخرى منوّعة. هذا الهجوم كان له العديد من المنتقدين من منظمة التحرير، فاستقال أبو العباس من اللجنة التنفيذية للمنظمة.

## 2006
خاضت جبهة التحرير الانتخابات الفلسطينية تحت عنوان لائحة الشهيد أبو العباس ولكنها فشلت في الفوز بأي مقعد.[بحاجة لمصدر]

## شعار الجبهة وتوجهاتها
شعار الجبهة هو عبارة عن نجمة خماسية حمراء توضح البدايات الاشتراكية للمجموعة، والخارطة الخضراء هي خارطة فلسطين، والبندقية هي عبارة عن بندقية كلاشينكوف تمثل الكفاح المسلح، والهلال الأسود، وألوان الشعار تُعبّر عن الوطنية الفلسطينية وألوان العلم الفلسطيني.
تبنّت الجبهة في بداياتها الاشتراكية العلمية والتحرر الوطني ولكنها بعد انهيار الاتحاد السوفييتي اتخذت جبهة التحرير الفلسطينية خطّاً يساريّا قوميّا ويمكن تلخيص أفكارها بالنقاط التالية:[بحاجة لمصدر]
- الإيمان بأن الطبقة العاملة والكادحة مؤهلة لقيادة نضال التحرر الوطني.
- تحقيق الأهداف الوطنية الفلسطينية من إقامة الدولة الفلسطينية المستقلة على أراضي 67 وعاصمتها القدس تقوم على الانفتاح والتعددية والديمقراطية، وحق العودة للّلاجئين الفلسطينيين.
- الجبهة جزء من منظمة التحرير الفلسطينية التي ترى فيها جبهة وطنية متحدة.
- الجبهة هي تنظيم طليعي وتربط الأفكار الوطنية بالأفكار القومية.
- تتخذ الجبهة من المركزية الديمقراطية خطا للتنظيم الداخلي.
- تدافع الجبهة عن التعددية، الحريات العامة، حقوق الإنسان، المساواة بين الجنسين، والمساواة أمام القانون، والدفاع عن استقلالية القضاء.
- بناء اقتصاد وطني إنتاجي بدون تبعية اقتصادية يضمن للطبقة العاملة والكادحة الخبرة والعمل والطبابة والعيش الكريم.
- الدفاع عن حق الشباب في التعلم والعمل والمشاركة في صنع القرار.

## مشاركة الجبهة في المؤسسات الفلسطينية
تشارك جبهة التحرير الفلسطينية في المؤسسات الوطنية الفلسطينية الشعبية بتمثيلها ضمن فصائل منظمة التحرير الفلسطينية والتي تعتبر تلك المؤسسات
```
هي أذرع المنظمة التي تهتم بالعمل الجماهيري والنقابي مثل:
1- اتحاد العمال ويمثل الجبهة فيه عضو الأمانة العامة للاتحاد (حسين العابد)
2- الاتحاد العام للمعلمين الفلسطينيين ويمثل الجبهة فيه عضو الأمانة العامة للاتحاد (محمد صالح عطاونة)
3- اتحاد المرأة
4- مجالس الطلبة في الجامعات الفلسطينية واتحادات الطلبة الفلسطينيين في خارج فلسطين
وغيرها العديد من المؤسسات الشعبية.
[
بحاجة لمصدر
]
```

## وصلات خارجية
- جبهة التحرير الفلسطينية على الموقع الرسمي لمنظمة التحرير الفلسطينية